# Tanypus birmanensis
Tanypus birmanensis är en tvåvingeart som först beskrevs av Jean-Jacques Kieffer 1913. Tanypus birmanensis ingår i släktet Tanypus och familjen fjädermyggor.
Artens utbredningsområde är Myanmar. Inga underarter finns listade i Catalogue of Life.